# Gare de Saint-Claude
La gare de Saint-Claude est une gare ferroviaire française située sur le territoire de la commune de Saint-Claude, sous-préfecture du département du Jura, en région Bourgogne-Franche-Comté.

## Situation ferroviaire
Elle est située au point kilométrique (PK) 73,158 de la ligne d'Andelot-en-Montagne à La Cluse, entre les arrêts de Morez côté Andelot et d'Oyonnax côté La Cluse. Son altitude est de 441 m.

## Service des voyageurs

### Accueil
Elle est équipée d'un distributeur automatiques de titres de transport TER. Également on peut trouver dans cette gare un parc de stationnement, un hall d'attente, une cabine téléphonique et elle est proche d'une restauration.
Une animation touristique est proposée sur cette ligne permettant de découvrir les paysages du massif du Jura et les prouesses techniques de la ligne des Hirondelles.

### Desserte
La gare est desservie par les trains et autocars TER Bourgogne-Franche-Comté vers le nord (Morez, Champagnole, Andelot, Dole) ainsi que par les trains et autocars TER Auvergne-Rhône-Alpes vers le sud (Oyonnax, Brion-Montréal La Cluse, Bourg-en-Bresse, ainsi que Lyon Part-Dieu et Lyon-Perrache pour 1 AR).
Les régions Auvergne-Rhône-Alpes et Bourgogne-Franche-Comté ont décidé de mettre un terme à la section Saint-Claude – Oyonnax de la ligne. Depuis le 10 décembre 2017, les trains y circulant sont ainsi remplacés par des autocars.

## Galerie de photographies

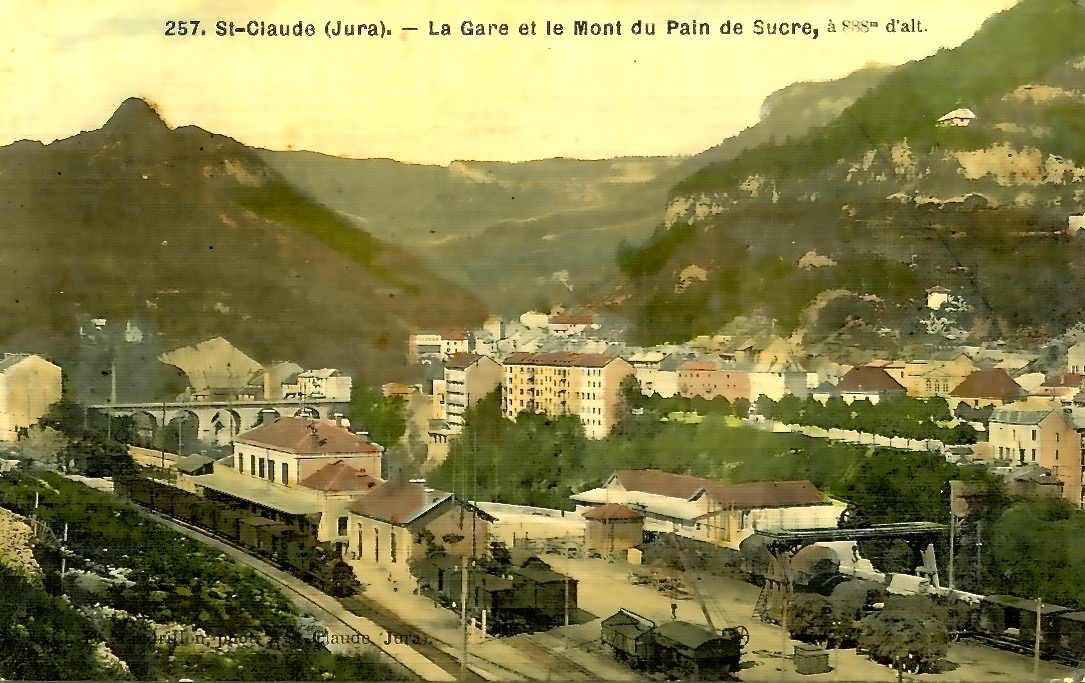
La gare, vers 1907.
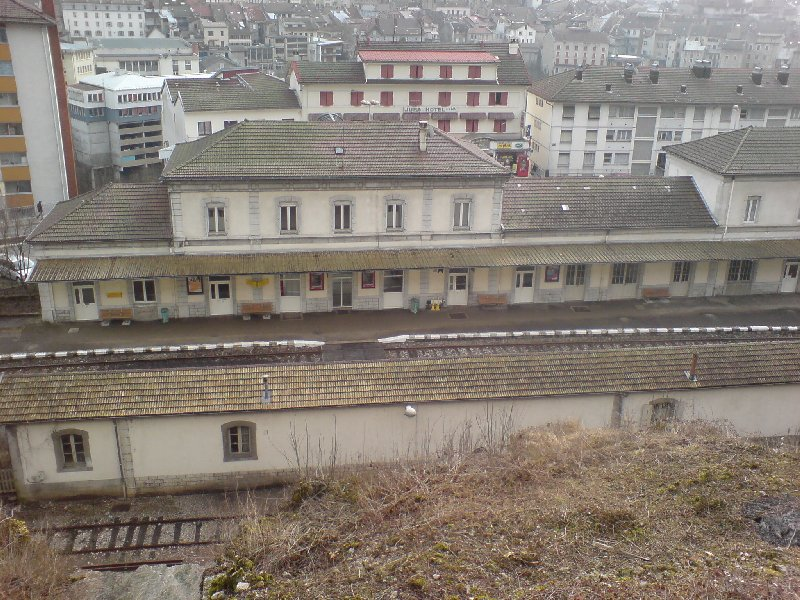
Vue sur les quais.
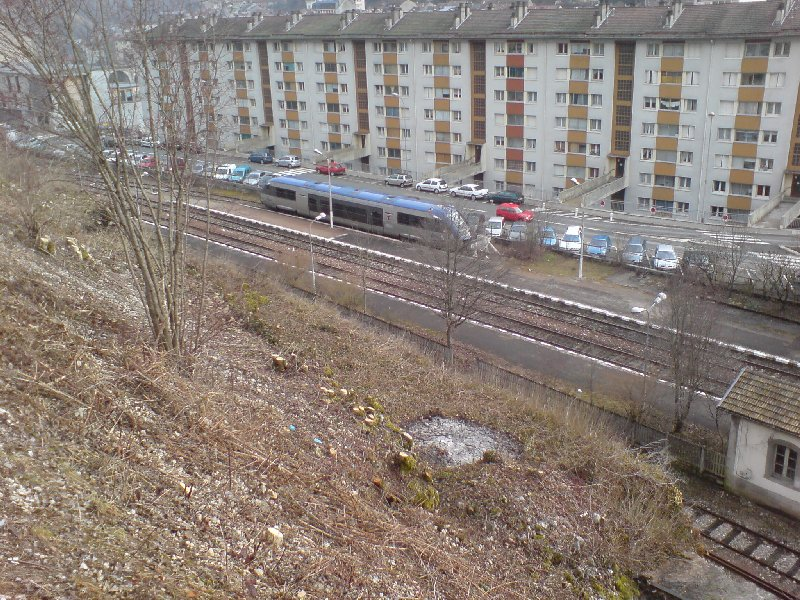
Vue sur les trois voies.